# NGC 3518
NGC 3518 (NGC 3110, NGC 3122) je spiralna galaktika u zviježđu Sekstantu. Naknadno je utvrđeno da su NGC 3110 i NGC 3122 iste galaktike.

## Vanjske poveznice
- (eng.) SEDS: NGC 3518
- (eng.) Revidirani Novi opći katalog
- (eng.) Izvangalaktička baza podataka NASA-e i IPAC-a
- (eng.) Astronomska baza podataka SIMBAD
- (eng.) VizieR